# Лупоая (Селаж)
Лупоая (рум. Lupoaia) — село у повіті Селаж у Румунії. Входить до складу комуни Кряка.
Село розташоване на відстані 377 км на північний захід від Бухареста, 15 км на схід від Залеу, 53 км на північний захід від Клуж-Напоки.

## Населення
За даними перепису населення 2002 року у селі проживали 295 осіб.
Національний склад населення села:
| Національність | Кількість осіб | Відсоток |
| -------------- | -------------- | -------- |
| румуни         | 237            | 80,3%    |
| цигани         | 57             | 19,3%    |

Рідною мовою назвали:
| Мова      | Кількість осіб | Відсоток |
| --------- | -------------- | -------- |
| румунська | 262            | 88,8%    |
| циганська | 32             | 10,8%    |